# Lijst van schilderijen in het Centraal Museum/L
Lijst van schilderijen in het Centraal Museum met werken van schilders van wie de achternaam begint met de letter L. Vermeldingen in het grijs geven aan dat het werk geen deel meer uitmaakt van de collectie van het Centraal Museum, bijvoorbeeld omdat het in bruikleen gegeven is aan een andere instelling of omdat het teruggegeven is aan de bruikleengever.
| Inventarisnummer | Toeschrijving                                 | Titel | Datering  | Afbeelding |
| ---------------- | --------------------------------------------- | --- | --------- | ---------- |
| 26401            | Fons van Laar                                 | Zonder titel | 1986      |            |
| 31299            | Kiki Lamers                                   | Head | 2007      |            |
| 31300            | Kiki Lamers                                   | Zonder titel | 2009      |            |
| 24093            | Ger Lataster                                  | Eté sous le vent | 1961      |            |
| 28452            | Bart van der Leck                             | Maaneffect | 1907      |            |
| 11287            | Bart van der Leck                             | Op het perron | 1913      |            |
| 14547            | Bart van der Leck                             | Stilleven (bakje met appels) | 1921      |            |
| 26344            | Bart van der Leck                             | Compositie '18-'21 | 1921      |            |
| 19876            | Bart van der Leck                             | Zonnebloemen | 1925      |            |
| 2393             | Victor Leclaire                               | Bloemstilleven | 1873      |            |
| 29416            | Johan Coenraad Ulrich Legner                  | Portret van burgemeester dr. B. Reiger | Ca. 1891  |            |
| 4181             | Johan Coenraad Ulrich Legner                  | Bosgezicht | Ca. 1910  |            |
| 14539            | Johan Coenraad Ulrich Legner                  | Gezicht op de Oudegracht te Utrecht | Ca. 1910  |            |
| 29050            | Johan Coenraad Ulrich Legner                  | Portret van J.E. Fischer | Ca. 1912  |            |
| 22009            | Charles Leickert                              | IJsgezicht | Ca. 1860  |            |
| 2392             | Charles Leickert                              | Winterlandschap | 1860-1870 |            |
| 2565             | Adriana Johanna van Leijdenroth               | Ganginterieur | Ca. 1875  |            |
| 2566             | Adriana Johanna van Leijdenroth               | Winterlandschap | 1879      |            |
| 24910            | Luigi de Lerma                                | Kan en suikerpot | 1955      |            |
| 2391             | Willem van Leusden                            | Bloemenstilleven | 1916      |            |
| 18077            | Willem van Leusden                            | Boom | 1916      |            |
| 20173            | Willem van Leusden                            | [[Zwarte en witte hand [of] Moment musicale/bederf]] | 1931      |            |
| 7911             | Willem van Leusden                            | Portret van mevr. I. van Leusden-Hare | 1934      |            |
| 28099            | Willem van Leusden                            | Moment stérile | 1934      |            |
| 20714            | Willem van Leusden                            | Portret van Koningin Wilhelmina | 1938      |            |
| 28103            | Willem van Leusden                            | De student (Portret van H.A. In der Mauer) | 1938      |            |
| 22228            | Willem van Leusden                            | Portret van H.E. Schuurman | Ca. 1938  |            |
| 22229            | Willem van Leusden                            | Portret van J.C. Schuurman | Ca. 1938  |            |
| 13456            | Willem van Leusden                            | Jean sans terre a le mal de terre | 1940      |            |
| 22134            | Willem van Leusden                            | Putto en stilleven van fruit | Ca. 1941  |            |
| 20172            | Willem van Leusden                            | 1940-1945 (de boodschap) | 1941-1946 |            |
| 22761            | Willem van Leusden                            | Portret van de schilder Jan Verschure | 1957      |            |
| 22988            | Willem van Leusden                            | May the best man win | 1957      |            |
| 23853            | Willem van Leusden                            | Verschroeide aarde/Dolemieten | 1958      |            |
| 26902            | Willem van Leusden                            | Zelfportret | 1963      |            |
| 11010            | Max Liebermann                                | Portret van Jeanette Cornelia A. Onnes van Nijenrode-Cockuijt                                                                                             | 1918      |            |
| 11333 a          | Joannes van Liefland                          | Man bij een ruïne | 1853      |            |
| 11305 a          | Pieter Jan van Liender                        | Rivierlandschap met kerk en herberg Zie Decoratieprogramma van de regentenzaal van het Nederlands Hervormde Diaconie Weeshuis in Utrecht                  | 1760      |            |
| 11305 b          | Pieter Jan van Liender                        | De Gaardbrug te Utrecht vanuit het zuiden (deurstuk) Zie Decoratieprogramma van de regentenzaal van het Nederlands Hervormde Diaconie Weeshuis in Utrecht | 1760      |            |
| 11305 c          | Pieter Jan van Liender                        | Rivierlandschap met kerk op heuvel Zie Decoratieprogramma van de regentenzaal van het Nederlands Hervormde Diaconie Weeshuis in Utrecht                   | 1760      |            |
| 11305 d          | Pieter Jan van Liender                        | Rivierlandschap met kapel en enkele dorpen Zie Decoratieprogramma van de regentenzaal van het Nederlands Hervormde Diaconie Weeshuis in Utrecht           | 1760      |            |
| 11305 e          | Pieter Jan van Liender                        | Rivierlandschap met ommuurde stad Zie Decoratieprogramma van de regentenzaal van het Nederlands Hervormde Diaconie Weeshuis in Utrecht                    | 1760      |            |
| 11305 f          | Pieter Jan van Liender                        | Rivierlandschap met hooioogst Zie Decoratieprogramma van de regentenzaal van het Nederlands Hervormde Diaconie Weeshuis in Utrecht                        | 1760      |            |
| 11305 g          | Pieter Jan van Liender                        | Rivierlandschap met kerkdorp op steile rots Zie Decoratieprogramma van de regentenzaal van het Nederlands Hervormde Diaconie Weeshuis in Utrecht          | 1760      |            |
| 11305 h          | Pieter Jan van Liender                        | De Wittenvrouwenpoort te Utrecht (schoorsteenstuk) Zie Decoratieprogramma van de regentenzaal van het Nederlands Hervormde Diaconie Weeshuis in Utrecht   | 1760      |            |
| 11305 i          | Pieter Jan van Liender                        | Rivierlandschap met de Domtoren te Utrecht Zie Decoratieprogramma van de regentenzaal van het Nederlands Hervormde Diaconie Weeshuis in Utrecht           | 1760      |            |
| 2390             | Pieter Jan van Liender                        | De Gaardbrug te Utrecht | Ca. 1760  |            |
| 6196 a           | Pieter Jan van Liender                        | De Stadhuisbrug met omgeving te Utrecht | 1764      |            |
| 25995            | Leendert van Lier                             | Atelier van Alma Gevaert, Mirabulause Baronis, Vaucluse                                                                                                   | 1987      |            |
| 25985            | Seymour Likely                                | Grande natura morta con tre oggetti | 1985      |            |
| 9603             | Hendrik van Limborch                          | Portret van Carel Martens Zie Portretten van Carel Martens en David Johan Martens                                                                         | 1726      |            |
| 9604             | Hendrik van Limborch                          | Portret van David Johan Martens Zie Portretten van Carel Martens en David Johan Martens                                                                   | 1726      |            |
| 18054            | Hendrik van Limborch                          | Portret van Aletta Lucretia Martens | 1726      |            |
| 8396 a           | Hendrik van Limborch Naar Jan Hendrik Brandon | Portret van Jacob Martens Zie Portretten van Jacob Martens en Deliana Margaretha Voet van Winssen                                                         | 1729      |            |
| 8396 b           | Hendrik van Limborch                          | Portret van Deliana Margaretha Voet van Winssen Zie Portretten van Jacob Martens en Deliana Margaretha Voet van Winssen                                   | 1729      |            |
| 5317             | Herman van Lin                                | Italianiserend landschap met lastdieren bij een bron | 1656      |            |
| 20178            | Herman van Lin                                | Ruitergevecht | Ca. 1665  |            |
| 26219            | Mariëtte Linders                              | Cuencas | 1986      |            |
| 26876            | Mariëtte Linders                              | Zonder titel | 1989      |            |
| 26904            | Mariëtte Linders                              | Zonder titel | 1990      |            |
| 26905            | Mariëtte Linders                              | Net om de eeuwigheid in te vangen | 1990      |            |
| 26889            | Guido Lippens                                 | Zonder titel | 1988      |            |
| 31640            | Bas Lobik                                     | Study wide white | 2011      |            |
| 19383            | Lou Loeber                                    | Rots in een bos | 1923      |            |
| 24410            | Lou Loeber                                    | Rots (onvoltooid) | 1923      |            |
| 19795            | Lou Loeber                                    | Belgisch dorpje II | 1930      |            |
| 8158             | Dirk van Lokhorst                             | Schapen in een weide | 1866      |            |
| 8159             | Dirk van Lokhorst                             | Herder met kudde schapen | 1866      |            |
| 8160             | Dirk Peter van Lokhorst                       | Vier koeien in een weide | 1868      |            |
| 6329             | Dirk Peter van Lokhorst                       | Koeien in een landschap | 1870-1890 |            |
| 12740            | Pieter van Loon                               | Verkoping nabij de Dom te Utrecht | 1839      |            |
| 28760            | Reinier Lucassen                              | Renaissance-hoofden | 1967      |            |
| 28766            | Reinier Lucassen                              | Berglandschap in Tirol vlak voor zonsondergang | 1969      |            |
| 28802            | Reinier Lucassen                              | Groot Hollands naakt | 1969-1970 |            |
| 28832            | Reinier Lucassen                              | Naakt met object | 1970-1971 |            |
| 28980            | Reinier Lucassen                              | Vrouw in interieur | 1975      |            |
| 21825            | Maximilien Luce                               | Giroflées et narcisse | 1910      |            |
| 28750            | Lucebert                                      | De kale mannequin | 1965      |            |
| 11518            | Petrus Josephus Lutgers                       | Zelfportret | 1844      |            |